# Zuckerzeit
Zuckerzeit es el tercer álbum del dúo berlinés Cluster. Fue lanzado en 1974 por el sello Brain. 
Zuckerzeit fue coproducido por Michael Rother, compañero de Hans-Joachim Roedelius y Dieter Moebius en la superbanda Harmonia, y cuya influencia es notoria en el nuevo sonido del dúo. La música en Zuckerzeit es distinta que la de sus predecesores, con melodías más definidas y un sonido rítmico, que incluso se aproxima, por momentos, al estilo motorik de NEU!. John Bush, en su reseña para allmusic, describe a Zuckerzeit como "una premonición del pop electrónico, que fusiona el mágico sentido melódico del dúo con baterías programadas frescas y chirriantes". Por su parte, Hans-Joachim Roedelius dice al respecto del álbum: "Siempre estuvimos abiertos a cambiar 'nuestros comportamientos musicales'. Zuckerzeit, producido durante el período de Harmonia, fue un recreo entre todas las otras actividades de ese momento, pero, por otro lado, fue un experimento, una muestra de cómo Moebius y yo trabajábamos como solistas. El álbum es, de hecho, un álbum solista con seis canciones solistas de cada uno, lanzadas en un álbum".
Pitchfork Media ubicó al álbum en la posición 63 en su ranking "Top 100 Albums of The 1970s". Por su parte, Julian Cope incluyó a Zuckerzeit en su lista "Krautrock Top 50".

## Lista de canciones
| N.º | Título         | Escritor(es) | Duración |  |
| 1.  | «Hollywood»    | Moebius      | 4:40     |  |
| 2.  | «Caramel»      | Roedelius    | 3:00     |  |
| 3.  | «Rote Riki»    | Roedelius    | 6:10     |  |
| 4.  | «Rosa»         | Moebius      | 4:08     |  |
| 5.  | «Caramba»      | Roedelius    | 3:55     |  |
| 6.  | «Fotschi Tong» | Moebius      | 4:15     |  |
| 7.  | «James»        | Roedelius    | 3:18     |  |
| 8.  | «Marzipan»     | Moebius      | 3:15     |  |
| 9.  | «Rotor»        | Roedelius    | 2:38     |  |
| 10. | «Heiße Lippen» | Moebius      | 2:20     |  |

## Créditos

### Banda
- Hans-Joachim Roedelius – órgano electrónico, piano, batería programada, sintetizador Davoli, sintetizador Farfisa, guitarra eléctrica, guitarra hawaiiana
- Dieter Moebius – órgano electrónico, piano, batería programada, sintetizador Davoli, sintetizador Farfisa, guitarra eléctrica, guitarra hawaiiana

### Otros
- Arte de portada por Stender.
- Fotografía por Christine Roedelius.